# 星期五港

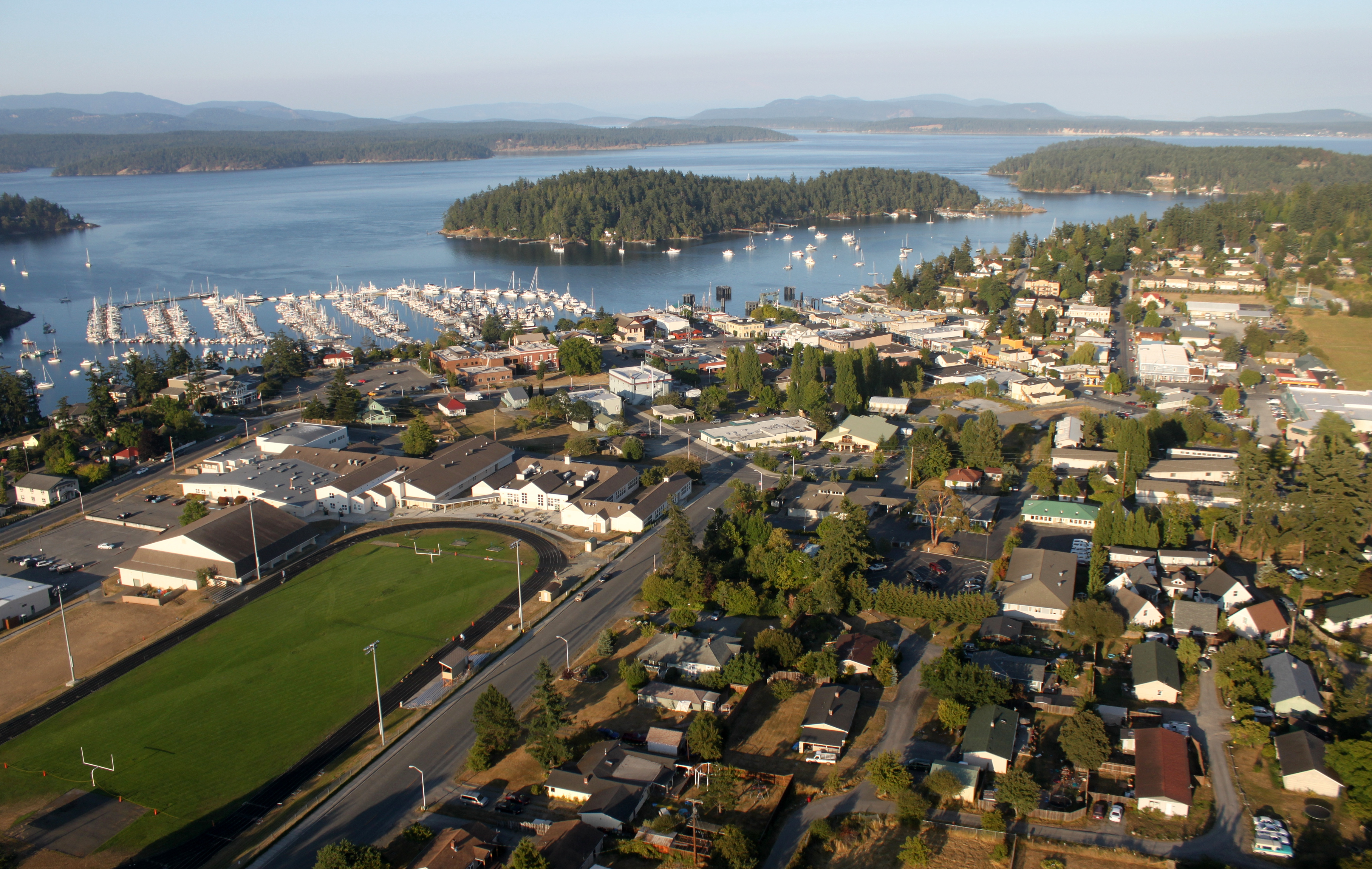
星期五港

星期五港（Friday Harbor）是位於美國華盛頓州聖胡安群島的一座城鎮，是聖胡安縣的縣治，位在聖胡安島。2020年有人口2,562人。星期五港和阿納科特斯之間有華盛頓州渡輪營運。